# George Heslop
George Wilson Heslop (* 1. Juli 1940 in Wallsend; † 16. September 2006 in Lytham St Annes) war ein englischer Fußballspieler. Der zentrale Abwehrspieler durchlebte seine erfolgreichste Zeit nach Anfängen bei Newcastle United und FC Everton ab 1965 bei Manchester City. Dort gewann er 1968 die englische Meisterschaft und 1970 gleichsam den Ligapokal und den Europapokal der Pokalsieger.

## Sportlicher Werdegang
Heslops Karriere als Profifußballer verlief zunächst nur sehr schleppend. Nach Anfangsjahren bei seinem kleinen Heimatklub Dudley Welfare war er ab Februar 1959 bei Newcastle United beschäftigt, von wo aus er im März 1962 zum FC Everton wechselte. Bis Mitte 1965 kam er jedoch zusammen genommen nur in 33 Ligapartien zum Einsatz. Darunter waren 27 Begegnungen für Newcastle, wozu wiederum nach dem Erstligaabstieg der „Magpies“ 1961 zwölf Zweitligaspiele zählten. Bei den „Toffees“ agierte er zwar wieder in der englischen Eliteklasse und war auch im Kader der Meistermannschaft 1963, aber sein einziger Einsatz als Vertretung des englischen Nationalspielers Brian Labone in der Partie am 16. April 1963 gegen Birmingham City (1:0) berechtigte ihn nicht zum Erhalt einer offiziellen Medaille.
Obwohl sich Heslop in Everton auf der zentralen Abwehrposition stets in Labones Schatten aufgehalten hatte, war er Malcolm Allison von Manchester City aufgefallen. Allison stand als einflussreicher Assistent mit seinem Cheftrainer Joe Mercer 1965 vor der Aufgabe, die Mannschaft des mittlerweile nur noch zweitklassigen Klubs zu erneuern. In der Spielzeit 1965/66 lief Heslop am 11. September 1965 gegen den FC Chelsea (1:3) noch einmal für Everton auf, bevor er für die Ablösesumme von 20.000 Pfund bei den „Citizens“ anheuerte. Dort debütierte er nur vier Tage nach der Chelsea-Partie gegen Norwich City (3:3) und mit weiteren 33 Ligaeinsätzen war er maßgeblich am Gewinn der Zweitligameisterschaft und dem damit verbundenen Erstligaaufstieg beteiligt. Mit seiner hohen physischen Präsenz war er ein wichtiger Faktor dafür, dass seiner Mannschaft auf dem elften Abschlusstabellenplatz in der Saison 1966/67 zunächst der sichere Klassenerhalt und im Jahr darauf der Gewinn der englischen Meisterschaft gelang. In der Meistersaison 1967/68 verpasste er nur eins von 42 Ligaspielen und am 27. März 1968 erzielte er per Kopfball im Lokalderby gegen Manchester United nach zweieinhalb Jahren im Klub sein erstes Ligator für „City“ zur zwischenzeitlichen 2:1-Führung (Endstand 3:1).
Zu Beginn der Spielzeit 1968/69 war er Kapitän beim 6:1-Sieg in der Charity-Shield-Partie gegen West Bromwich Albion, aber fortan verlor er seinen Stammplatz an den jungen Tommy Booth. Heslop absolvierte dadurch für Manchester nur noch 69 Pflichtspiele in einem Zeitraum von über vier Jahren und am FA-Cup-Sieg 1969 hatte er keinen Anteil. Dennoch wurde er weiter als wertvolles Mitglied im erweiterten Kader angesehen und bei den beiden 1970er Titeln in Ligapokal und Europapokal der Pokalsieger stand er in den Stammformationen beider Finals gegen West Bromwich Albion und Górnik Zabrze (jeweils 2:1). In der Weihnachtszeit 1971 zog es ihn schließlich für eine achtmonatige Leihperiode nach Südafrika zu Cape Town City FC.
Nach seiner Rückkehr nach England ließ Heslop in der Saison 1973/74 die aktive Karriere beim Viertligisten FC Bury ausklingen. Sein letztes größeres Engagement im Fußball war in der Spielzeit 1977/78 die Trainertätigkeit für das unterklassige Northwich Victoria. Später arbeitete er als Wirt unter anderem in einer Gaststätte des City Gates Hotels, die in engem Zusammenhang mit Manchester City zu Gründerzeiten als „Ardwick AFC“ gestanden hatte und 1988 geschlossen wurde. Danach zog er nach Blackpool und arbeitete dort bis zu seiner Pensionierung ein Jahr vor seinem Tod als Sozialarbeiter. Im September 2006 verstarb Heslop im Alter von 66 Jahren.

## Titel/Auszeichnungen
- Europapokal der Pokalsieger (1): 1970
- Englische Meisterschaft (1): 1968
- Englischer Ligapokal (1): 1970
- Charity Shield (1): 1968